# Pättken

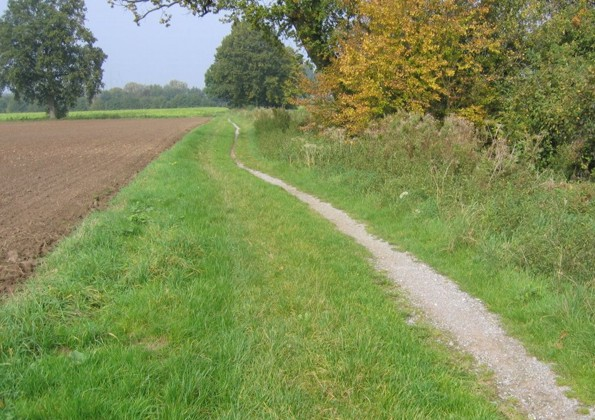
Pättken

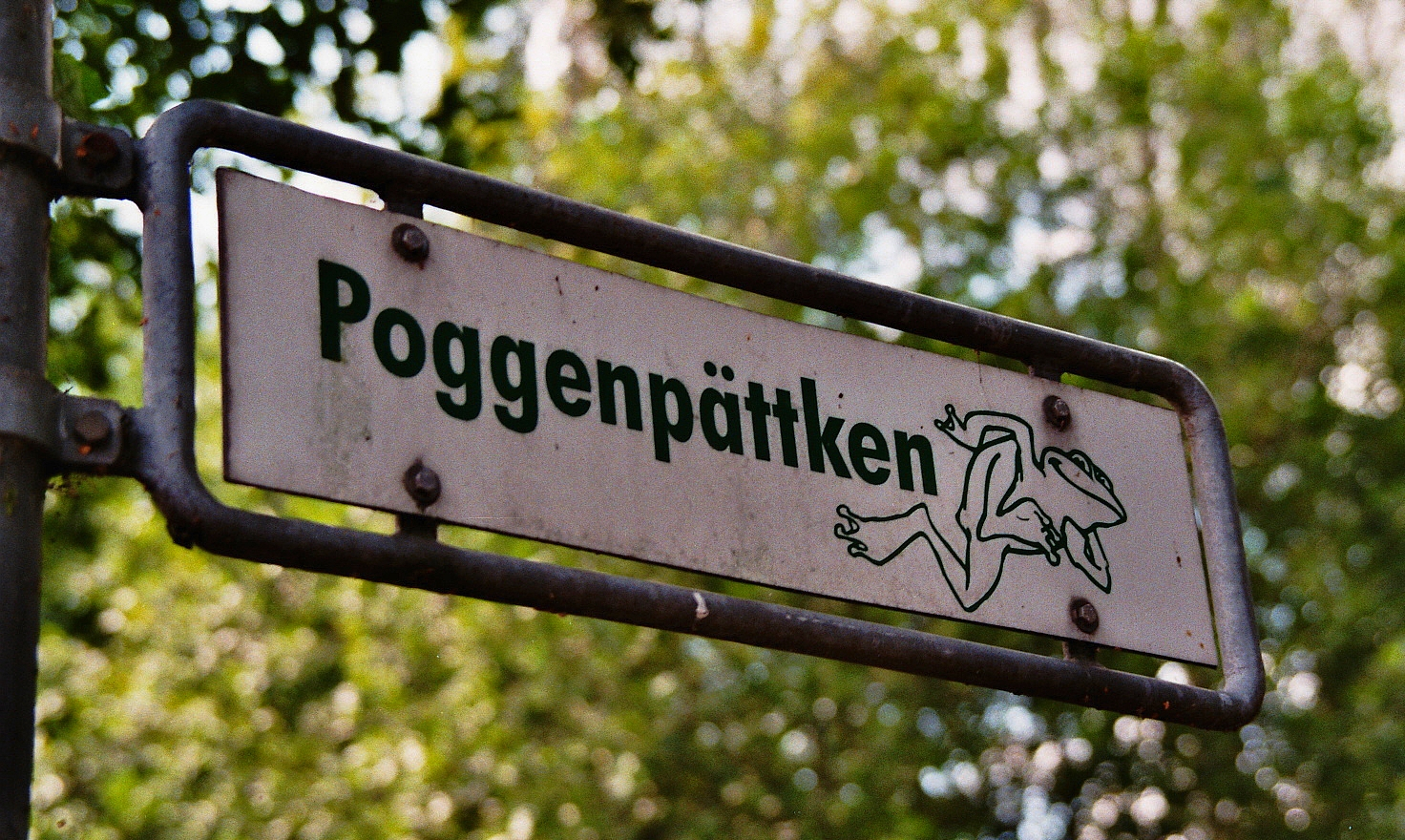
Das Poggenpättken in Recke

Pättken ist ein mundartlicher, speziell vor allem Münsterländer Ausdruck für einen kleinen Pfad (Patt: „Pfad“, -ken: Diminutiv). 
Diese Pfade sind zum Großteil aus Feldwegen entstanden, die von Landwirten benutzt wurden, um ihre Felder bestellen zu können. Im Laufe der Zeit wurden diese Feldwege auch als Kirchweg benutzt, um am Sonntag die Kirche zu besuchen. Während die Bauern die Kutsche nutzten, musste das Gesinde zu Fuß gehen. Dabei wurde die Spur der Ackerfahrzeuge benutzt, die am besten zu begehen war. Das führte dazu, dass eine Seite des Feldweges deutlich mehr abgetreten war als die andere. Oft waren sie auch nur einspurig.
Diese mehr benutzte Seite eines Feldweges sowie nur von Fußgängern benutzte schmale Wege zwischen den Feldern sind Pättken. Nachdem es in den Orten auch Schulen gab, benutzten die Kinder diese schmalen Wege, um die Schule zu erreichen. Im Laufe der Zeit wurden diese schmalen Wege ein wenig befestigt (Sand, Glasasche, Schotter), damit die Kirche und die Schulen auch bei ungünstigen Witterungsverhältnissen zu Fuß erreicht werden konnten. Zudem waren diese Schul- und Kirchwege häufig der kürzere Weg. In einigen Orten wurden solche Pättkes später zu gepflasterten oder asphaltierten Fuß- und Radwegen ausgebaut.
Die Seite eines Feldweges, die am häufigsten benutzt wurde, nannte man auf Plattdeutsch „een Patt“, in der Niedlichkeitsform „een Pättken“ und in der Mehrzahl „twee Pättkes“.
Viele Feldwege wurden nach und nach zu Wirtschaftswegen ausgebaut. Sie sind mit Schotter befestigt, aber in der Regel asphaltiert, circa zwei Meter breit und nicht als Pättken zu bezeichnen, auch wenn diese Wege gern zu den sogenannten Pättkestouren benutzt werden. 
Auf den Pättkes verlaufen heute zahlreiche ausgedehnte und ausgeschilderte Radwege der Radregion Münsterland. Auch die zahlreichen Themenrouten für Radfahrer im Münsterland führen über die verkehrsarmen Pättkes – daher auch die Bezeichnung „Pättkestour“, wie im Münsterland eine Radtour auf solchen Wegen genannt wird.